# Ulluroadja
Ulluroadja är en kulle i Finland. Den ligger i Utsjoki kommun i landskapet Lappland, i den norra delen av landet, 1 000 km norr om huvudstaden Helsingfors. Toppen på Ulluroadja är 359 meter över havet. Ulluroadja ingår i Paistunturit.
Terrängen runt Ulluroadja är platt söderut, men norrut är den kuperad. Terrängen runt Ulluroadja sluttar österut.  Trakten runt Ulluroadja är nära nog obefolkad, med mindre än två invånare per kvadratkilometer. Det finns inga samhällen i närheten. Omgivningarna runt Ulluroadja är i huvudsak ett öppet busklandskap.